# Rob Ferriol
Pas d'image ? Cliquez ici
Robert Benjamin « Rob » Ferriol, né le 12 décembre 1976 aux États-Unis, est un pilote automobile américain. Il participe à des épreuves d'endurance aux mains de voitures de Grand tourisme dans des championnats tels que le WeatherTech SportsCar Championship et le IMSA Michelin Pilot Challenge et des épreuves telles que les 24 Heures du Mans.
Il est également le propriétaire de l'écurie américaine Hardpoint Motorsports.
A l'issue du WeatherTech SportsCar Championship 2021, Rob Ferriol a remporté le Bob Akin Award, lui donnant ainsi droit à une invitation aux 24 Heures du Mans 2022.

## Carrière
En 2020, après avoir passé une première saison en IMSA Michelin Pilot Challenge au sein de l'écurie américaine Moorespeed, Rob Ferriol s'était ré-engagé dans ce championnat avec son écurie, le Hardpoint Motorsports. En cours de saison, en complément a son premier engagement, il avait également pris part, toujours avec son écurie, aux WeatherTech SportsCar Championship avec une Audi R8 LMS Evo. Le pilote américain Spencer Pumpelly faisait office de coach afin de développer les compétences de Rob Ferriol.

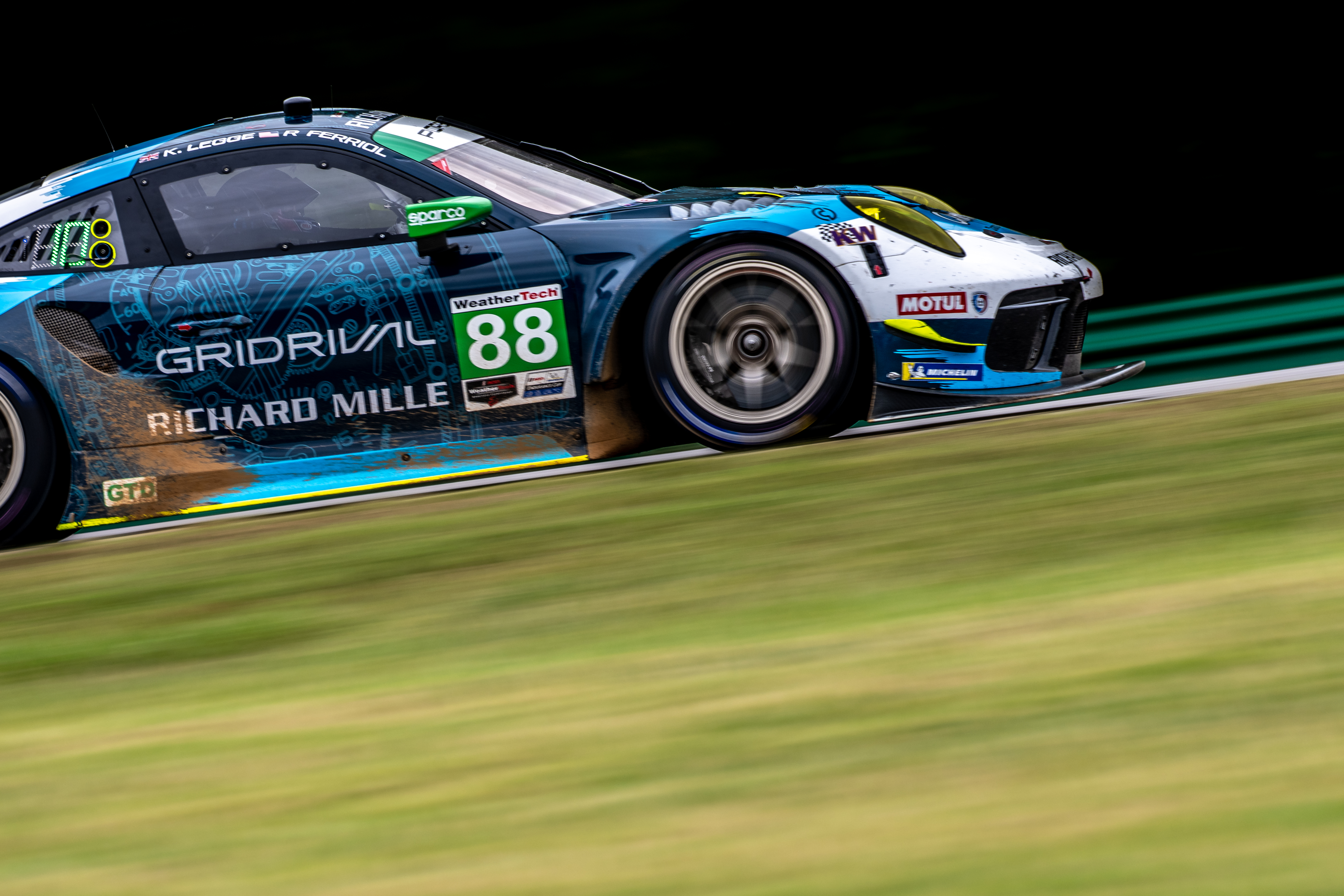
Rob Ferriol lors du GT Challenge at VIR aux mains d'une Porsche 911 GT3 R

En 2021, Rob Ferriol avait poursuivi son engagement dans le championnat WeatherTech SportsCar Championship mais était associé pour cette saison avec la pilote britannique Katherine Legge afin de piloter une Porsche 911 GT3 R. Durant les manches longues du championnat, les pilotes Christina Nielsen, Earl Bamber, Andrew Davis et Trenton Estep (en) se ont également piloté avec Rob Ferriol,. A l'issue de la saison, Rob Ferriol a remporté le Bob Akin Award, lui donnant ainsi droit à une invitation aux 24 Heures du Mans 2022.
En 2022, comme la saison précédente, Rob Ferriol avait poursuivi son engagement dans le championnat WeatherTech SportsCar Championship avec la pilote britannique Katherine Legge. Stefan Wilson et Nick Boulle avaient rejoint l'équipage lors des manches longues du championnat. Rob Ferriol avait également honoré son invitation aux 24 Heures du Mans 2022.

## Palmarès

### Résultats enChampionnat du monde d'endurance
| Année | Écurie               | Châssis            | Moteur                    | Classe | 1   | 2   | 3   | 4   | 5   | 6   | Position | Points |
| ----- | -------------------- | ------------------ | ------------------------- | ------ | --- | --- | --- | --- | --- | --- | -------- | ------ |
| 2022  | Hardpoint Motorsport | Porsche 911 RSR-19 | Porsche 4,0 L Flat-6 Atmo | GTE Am | SEB | SPA | LMS | MON | FUJ | BAH | *        | *      |

* Saison en cours.

### Résultats enWeatherTech SportsCar Championship
| Année | Écurie             | Châssis           | Moteur                    | Classe | 1      | 2      | 3      | 4      | 5      | 6      | 7      | 8      | 9      | 10     | 11    | 12     | 13    | Position | Points |
| ----- | ------------------ | ----------------- | ------------------------- | ------ | ------ | ------ | ------ | ------ | ------ | ------ | ------ | ------ | ------ | ------ | ----- | ------ | ----- | -------- | ------ |
| 2020  | Team Hardpoint     | Audi R8 LMS Evo   | Audi 5,2 l V10 Atmo       | GTD    | DAY 11 | DAY 12 | SEB 8  | ELK 10 | VIR 13 | ATL    | MOH 12 | CLT 6  | ATL 13 | LGA 10 | SEB 5 |        |       | 16e      | 167    |
| 2021  | Team Hardpoint EBM | Porsche 911 GT3 R | Porsche 4,0 L Flat-6 Atmo | GTD    | DAY    | DAY    | SEB 10 | MOH 11 | BEL 11 | WGL 10 | WGL 8  | LIM 12 | ELK 8  | LGA 8  | LBH 9 | VIR 10 | ATL 8 | 2354     | 10e    |
| 2021  | Team Hardpoint EBM | Porsche 911 GT3 R | Porsche 4,0 L Flat-6 Atmo | GTD    | Q 13   | R 10   | SEB 10 | MOH 11 | BEL 11 | WGL 10 | WGL 8  | LIM 12 | ELK 8  | LGA 8  | LBH 9 | VIR 10 | ATL 8 | 2354     | 10e    |
| 2022  | Team Hardpoint     | Porsche 911 GT3 R | Porsche 4,0 L Flat-6 Atmo | GTD    | DAY    | DAY    | SEB 8  | LBH 7  | LGA 10 | MOH    | BEL    | WGL    | MOS    | LIM    | ELK   | VIR    | ATL   | 7e*      | 685*   |
| 2022  | Team Hardpoint     | Porsche 911 GT3 R | Porsche 4,0 L Flat-6 Atmo | GTD    | Q 14   | R 10   | SEB 8  | LBH 7  | LGA 10 | MOH    | BEL    | WGL    | MOS    | LIM    | ELK   | VIR    | ATL   | 7e*      | 685*   |

* Saison en cours.